# باشگاه فوتبال سوون
باشگاه فوتبال سوون (کره‌ای: 수원 FC) یک باشگاه فوتبال حرفه‌ای واقع در کشور کره جنوبی مستقر در شهر سوون است. سوون در کی‌لیگ، لیگ برتر کره جنوبی بازی می‌کند. آنها بازی‌های خانگی خود را در مجموعه ورزشی سوون انجام می‌دهند.